# Румунки (Ґостинінський повіт)
Румункі (пол. Rumunki) — село в Польщі, у гміні Гостинін Ґостинінського повіту Мазовецького воєводства.
Населення — 124 особи (2011).
У 1975-1998 роках село належало до Плоцького воєводства.

## Демографія
Демографічна структура станом на 31 березня 2011 року:
|          | Загалом | Допрацездатний вік | Працездатний вік | Постпрацездатний вік |
| -------- | ------- | ------------------ | ---------------- | -------------------- |
| Чоловіки | 59      | 11                 | 41               | 7                    |
| Жінки    | 65      | 13                 | 42               | 10                   |
| Разом    | 124     | 24                 | 83               | 17                   |